# USP50
USP50 (англ. Ubiquitin specific peptidase 50) – білок, який кодується однойменним геном, розташованим у людей на 15-й хромосомі. Довжина поліпептидного ланцюга білка становить 339 амінокислот, а молекулярна маса — 38 955.
| 10         |  | 20         |  | 30         |  | 40         |  | 50         |
| ---------- |  | ---------- |  | ---------- |  | ---------- |  | ---------- |
| MTSQPSLPAD |  | DFDIYHVLAE |  | CTDYYDTLPV |  | KEADGNQPHF |  | QGVTGLWNLG |
| NTCCVNAISQ |  | CLCSILPLVE |  | YFLTGKYITA |  | LQKFLLPSDC |  | SEVATAFAYL |
| MTDMWLGDSD |  | CVSPEIFWSA |  | LGNLYPAFTK |  | KMQQDAQEFL |  | ICVLNELHEA |
| LKKYHYSRRR |  | SYEKGSTQRC |  | CRKWITTETS |  | IITQLFEEQL |  | NYSIVCLKCE |
| KCTYKNEVFT |  | VFSLPIPSKY |  | ECSLRDCLQC |  | FFQQDALTWN |  | NEIHCSFCET |
| KQETAVRASI |  | SKAPKIIIFH |  | LKRFDIQGTT |  | KRKLRTDIHY |  | PLTNLDLTPY |
| ICSIFRKYPK |  | YNLCAVVNHF |  | GDLDGGHYTA |  | FCKNSVTQA  |  |            |

A: Аланін

C: Цистеїн

D: Аспарагінова кислота

E: Глутамінова кислота

F: Фенілаланін

G: Гліцин

H: Гістидин

I: Ізолейцин

K: Лізин

L: Лейцин

M: Метіонін

N: Аспарагін

P: Пролін

Q: Глутамін

R: Аргінін

S: Серин

T: Треонін

V: Валін

W: Триптофан

Задіяний у такому біологічному процесі, як альтернативний сплайсинг. 